# عباس جندقی
عباس جندقی (زادهٔ ۱۳۴۰ در گرمسار) نمایندهٔ حوزهٔ انتخابیهٔ گرمسار در دورهٔ پنجم مجلس شورای اسلامی بوده‌است.